# Valentinianismus
Der Valentinianismus (altgriechisch Βαλεντινιανισμός) ist die von den Schülern des Gnostikers Valentinus vertretene gnostisch-christliche Lehre. Ihre Anhängerschaft war eine der am weitesten verbreiteten Bewegungen der antiken Gnosis.

## Geschichte
Der Valentinianismus entwickelte sich in einer italischen und einer östlichen („anatolischen“) Form. Zur westlichen Schule zählt man traditionell die valentinianischen Lehrer Alexander, Florinus, Herakleon, Ptolemäus, Secundus und Theotimus, zur östlichen Axionikos von Antiochia, Markos und Theodotos. Möglicherweise gehörte auch Bardesanes zur östlichen Strömung des Valentinianismus.
In der neueren Forschung wird die theologische Eigenständigkeit der valentinianischen Lehrer betont. Demnach kann man nur eingeschränkt von einer „Schule“ sprechen. Einige Grundelemente der valentinianischen Theologie wurden von Origenes aufgenommen und weiterentwickelt.
Nach Aussagen des Ambrosius von Mailand hätten Valentinianer im Jahr 388  bei Kallinikos in Syrien eine Prozession von Mönchen gestört, worauf die Mönche den Tempel der Valentinianer in einem Dorf niederbrannten. Kaiser Theodosius I. ordnete die Bestrafung der Mönche an, Ambrosius trat für sie ein. Letztmals ist die Existenz zeitgenössischer Valentinianer im Jahr 692 in den Beschlüssen des zweiten Konzils von Trullo bezeugt. Sie scheinen aber nach der Mitte des 5. Jahrhunderts keine wirkliche Größe mehr dargestellt zu haben.

## Lehre
Der Valentinianismus ist eine synkretistische religiöse Bewegung und stark christlich geprägt. Er bildet nach Hans Jonas den intellektuellen Höhepunkt des syrisch-ägyptischen Typus des Gnostizismus. Das System ist nach Jonas geistig hochdifferenziert und in sich schlüssig. Die Valentinianer betrachteten sich demzufolge mit einem stolzen Empfinden als besonders Erwählte, sozusagen als Elite des Gnostizismus.
Da ein guter Schöpfergott angenommen wird, stellt sich Valentinos die Frage nach der Herkunft des Elends in der Welt. Die Antwort wird in einer mythischen Erzählung gegeben, dem Sophia-Mythos. Sophia verkörpert dabei den Fall des Göttlichen und der Erkenntnis in das Materielle und die Unwissenheit. Hieraus ergibt sich ein dualistisches Weltbild, eines der Kennzeichen gnostischer Systeme: auf der einen Seite die Finsternis der materiellen Welt, auf der anderen eine geistige Lichtwelt.
Der Ursprung der Finsternis und des schlechten Materiellen wird in der Gottheit selbst angesiedelt. Das ist das valentinianische Spezifikum. Finsternis und Stofflichkeit sind Folge des Irrtums und Scheiterns des rein geistigen Göttlichen. Es gab also vor der Schöpfung einen Sündenfall des Göttlichen selbst, durch den die materielle Welt entstand. Die materielle Welt ist Tiefststand und Endprodukt eines Prozesses des Scheiterns des Göttlichen. Sie ist die verdunkelte und selbstentfremdete Form des Göttlichen. Das ihr zugrundeliegende Prinzip ist Unwissenheit, der verdunkelte Modus ihres Gegenteils, der Erkenntnis.
Erkenntnis ist der ursprüngliche Zustand des Göttlichen, während Unwissenheit eine Störung ist, die einen Teile des Göttlichen befällt und sich letztlich in Materie niederschlägt. Das Materielle als Verstofflichung der Unwissenheit ist ein Verlust des Absoluten. Dieser Zustand ist aber durch Erkenntnis wieder umkehrbar. Jede individuelle Erleuchtung durch Erkenntnis trägt zur Wiederherstellung der in Mitleidenschaft gezogenen Gottheit bei. Jeder private Akt der Erkenntnis bewegt also das Göttliche, den objektiven Grund des Seins. Irenäus zitiert die Valentinianer: „Die vollkommene Erlösung ist eben die Erkenntnis der unsagbaren ‚Größe‘. Während nämlich durch Unwissenheit Mangel und Leiden entsteht, wird durch Erkenntnis der ganze Zustand, den die Unwissenheit verursachte, aufgelöst. [...] Uns genügt also die Erkenntnis des universalen Seins: Das soll die wahre Erlösung sein.“ Das ist die von Jonas als „großartig“ bezeichnete „pneumatische Gleichung des valentinianischen Denkens“: Die menschlich-individuelle Erkenntnis stellt das umgekehrte Äquivalent des vor-kosmischen universalen Geschehens der göttlichen Unwissenheit dar und nimmt, was ihre erlösende Wirkung betrifft, denselben ontologischen Rang ein. Die Erkenntnis des einzelnen Menschen ist zugleich ein Akt innerhalb des Göttlichen. Dennoch wird Jesus als Erlösergestalt benötigt, denn er bringt überhaupt erst die Erkenntnis (Gnosis), dass der Vater nicht erkennbar ist: „Denn an was könnte das All Mangel haben außer an dem Wissen um den Vater?“ Valentinianer rühmten sich, mehr Schriften über Jesus zu besitzen als die vier kanonischen Evangelien, damit also auch mehr Wissen über ihn.
Im Valentinianismus wird von den ersten, obersten acht Äonen oder (spirituellen) ewigen Weltprinzipien gesprochen. Sie bilden vier männlich-weibliche Paare (Syzygien). Bythos (griechisch βυθός), die männliche Seite der Gottheit, ist der unerschöpfliche, unauslotbare Urgrund allen Seins, der unsichtbare, unfassbare, unnennbare Uranfang, der vollkommene Aion (αἰών), von dem die Welt ihren Ursprung genommen hat. Bythos verbindet sich mit seiner weiblichen Hälfte, der Ennoia (έννοια), dem ersten Gedanken oder der ersten Denkkraft Gottes, die Sigē, das Schweigen, genannt wird. Daraus entstehen Nous (νοῦς), die eingeborene Vernunft, und Aletheia (ἀλήθεια), die Wahrheit. Beide bringen gemeinsam den Logos (λόγος), das Wort, und die Zoē (ζωή), das Leben, hervor, aus denen am Ende Anthropos (ἄνθρωπος), der Mensch, und Ecclesia (ἐκκλησία), die spirituelle Gemeinde, entspringen.
Folgende Paarungen führen zu den acht Äonen:
| „männlich“           | „weiblich“                       |
| -------------------- | -------------------------------- |
| Bythos (βυθός)       | Ennoia (έννοια) oder Sige (σιγή) |
| Nous (νοῦς)          | Aletheia (ἀλήθεια)               |
| Logos (λόγος)        | Zoe (ζωή)                        |
| Anthropos (ἄνθρωπος) | Ecclesia (ἐκκλησία)              |

Auf diese Ogdoas (ογδοάς, Achtheit) folgt eine Dekas (δεκας, Zehnheit) und dann eine Dodekas (δωδεκας, Zwölfheit) von Äonen, deren letzter die Sophia (σοφíα, Weisheit) ist. Somit umfasst das System der Valentinianer 8 + 10 + 12 = 30 Äonen.
Aus dem Logos und der Zoe entsteht die Dekas:
| „männlich“                   | „weiblich“                      |
| ---------------------------- | ------------------------------- |
| Bythos                       | Mixis (Vermischung)             |
| Ageratos (Unvergänglichkeit) | Henosis (Einssein, Vereinigung) |
| Autophyes                    | Hedone Genuss                   |
| Akinetos (der Unbewegte)     | Synkrasis                       |
| Monogenes                    | Makaria (Freude)                |

Aus dem Anthropos und der Ecclesia wird die Dodekas:
| „männlich“                 | „weiblich“       |
| -------------------------- | ---------------- |
| Parakletos                 | Pistis (Glaube)  |
| Patrikos Unvergänglichkeit | Elpis (Hoffnung) |
| Metrikos                   | Agape            |
| Aeinous der Unbewegte      | Synesis          |
| Ekklesiastikos             | Makariotes       |
| Theletos                   | Sophia           |

Die Sophia wird auch dem Heiligen Geist gleichgesetzt. Vielfach erscheint sie als unterste der von der Gottheit emanierten Äonen, die in ihrer Gesamtheit das Pleroma bilden, und als Ursache für die Erschaffung der materiellen Welt. Oft wird zwischen einem höheren und niederen Aspekt der Sophia unterschieden. Die niedere oder untere Sophia, die außerhalb des Pleromas weilt, wird bei den Valentinianern dann auch als Achamoth (Ἀχαμώθ) bezeichnet.